# Borgo Football Club
Pour les articles homonymes, voir Borgo (homonymie).
Le Borgo Football Club est un ancien club de football français basé à Borgo et fondé en 1918. Le club évolue une saison en quatrième division (CFA), lors de la saison 1997-1998, son plus haut niveau auquel il dispute durant son histoire. Il évolue entre 2015 et 2017 en CFA 2, cinquième niveau du football français, après avoir fini champion de Corse en 2015.
En juillet 2017, il fusionne avec le CA Bastia pour former le Football Club Bastia-Borgo.
Le club jouait ses matchs au Stade Paul Antoniotti, doté de 1 300 places.

## Histoire
- 1918 : Fondation du club.
- 1996 : Accession en National 3.
- 1997 : Le club accède au CFA.
- 1998 : Relégation en CFA2.
- 2007 : Relégation en Division d'Honneur Corse.
- 2010 : Pour une saison, le club accède au CFA2.
- 2011 : Relégation en Division d'Honneur Corse.
- 2012 : Accession en CFA2.
- 2013 : Relégation en Division d'Honneur Corse.
- 2015 : Accession en CFA2.
- 2017 : Accession en National 2 : Le club fusionne avec le Cercle athlétique bastiais, récent relégué en National 2 pour former le Football Club Bastia-Borgo.

## Palmarès
- National 3 (D5)
  - Premier du groupe G en 1997

- Championnat de Corse (4)
  - Champion : 1996[3], 2010[4], 2012[5], 2015[1]

- Coupe de Corse (4)
  - Vainqueur : 2000[6], 2010[7], 2015[8], 2017[9]

## Entraîneurs
- 2012-2013 :  Didier Gilles